# William Edgcumbe, IV conte di Mount Edgcumbe
William Henry Edgcumbe, IV conte di Mount Edgcumbe (5 novembre 1833 – 25 settembre 1917), è stato un politico inglese.

## Biografia
Era il figlio di Ernest Edgcumbe, III conte di Mount Edgcumbe, e di sua moglie, Caroline Augusta Feilding, figlia del contrammiraglio Charles Feilding.

## Carriera
Fu deputato per Plymouth (1859-1861). Nel 1861 entrò nella Camera dei lord, alla morte del padre. Nel 1879 divenne membro del consiglio privato e fu nominato Lord Ciambellano dal Benjamin Disraeli, incarico che ha ricoperto fino alla caduta del governo nel 1880. In seguito ha servito sotto Lord Salisbury come Lord Steward (1886-1892).
È stato aiutante di campo della regina Vittoria (1887-1897) e membro del Consiglio per il Principe di Galles (1901-1917) così come Custode del Sigillo del Ducato di Cornovaglia (1907-1917). Tra il 1877 e il 1917 ha lavorato come Lord luogotenente di Cornovaglia.
Nei primi mesi del 1901 fu nominato dal Edoardo VII a condurre una speciale missione diplomatica in Belgio, Baviera, Italia, Württemberg e Paesi Bassi. Durante la sua visita alla corte belga, il re Leopoldo gli ha consegnato il Gran Cordone dell'Ordine di Leopoldo.

## Matrimonio
Sposò, il 26 ottobre 1858, Lady Katherine Hamilton, figlia di James Hamilton, I duca di Abercorn e di Lady Louisa Jane Russell. Ebbero quattro figli:
- Lady Victoria Frederica Caroline Edgcumbe (?-1920), sposò Lord Algernon Percy, ebbero due figli;
- Lady Edith Hilaria Edgcumbe (?-1931), sposò John St. Aubyn, II barone St. Levan, ebbero due figlie;
- Lady Louise Alberta Florence Edgcumbe (?-1941), sposò Henry Lopes, I barone Roborough, ebbero cinque figli;
- Piers Edgcumbe, V conte di Mount Edgcumbe (1865-1935).

Sposò, il 21 aprile 1906, Caroline Cecilia Edgcumbe, figlia di George Edgcumbe e Fanny Lucy Shelley. Non ebbero figli.

## Morte
Morì il 25 settembre 1917, all'età di 83 anni.

## Ascendenza
|                                              |                  |                                             | Genitori                                     |  |  | Nonni |  |  | Bisnonni                                   |  |  | Trisnonni                           |  |
|                                              |                  |                                             |                                              |  |  |       |  |  | George Edgcumbe, I conte di Mount Edgcumbe |  |  | Richard Edgcumbe, I barone Edgcumbe |  |
|                                              |                  |                                             |                                              |  |  |       |  |  | George Edgcumbe, I conte di Mount Edgcumbe |  |  | Richard Edgcumbe, I barone Edgcumbe |  |
|                                              |                  | Matilda Furnese                             |                                              |  |  |       |  |  | George Edgcumbe, I conte di Mount Edgcumbe |  |  |                                     |  |
| Richard Edgcumbe, II conte di Mount Edgcumbe |                  |                                             |                                              |  |  |       |  |  | George Edgcumbe, I conte di Mount Edgcumbe |  |  |                                     |  |
|                                              |                  | Emma Gilbert                                | John Gilbert, arcivescovo di York            |  |  |       |  |  |                                            |  |  |                                     |  |
|                                              |                  | Emma Gilbert                                | John Gilbert, arcivescovo di York            |  |  |       |  |  |                                            |  |  |                                     |  |
|                                              |                  | Emma Gilbert                                | Margaret Sherard                             |  |  |       |  |  |                                            |  |  |                                     |  |
| Ernest Edgcumbe, III conte di Mount Edgcumbe |                  | Emma Gilbert                                |                                              |  |  |       |  |  |                                            |  |  |                                     |  |
|                                              |                  | John Hobart, II conte di Buckinghamshire    | John Hobart, I conte di Buckinghamshire      |  |  |       |  |  |                                            |  |  |                                     |  |
|                                              |                  | John Hobart, II conte di Buckinghamshire    | John Hobart, I conte di Buckinghamshire      |  |  |       |  |  |                                            |  |  |                                     |  |
|                                              |                  | John Hobart, II conte di Buckinghamshire    | Judith Britiffe                              |  |  |       |  |  |                                            |  |  |                                     |  |
| Sophia Hobart                                |                  | John Hobart, II conte di Buckinghamshire    |                                              |  |  |       |  |  |                                            |  |  |                                     |  |
|                                              |                  | Mary Ann Drury                              | Thomas Drury, I baronetto                    |  |  |       |  |  |                                            |  |  |                                     |  |
|                                              |                  | Mary Ann Drury                              | Thomas Drury, I baronetto                    |  |  |       |  |  |                                            |  |  |                                     |  |
|                                              |                  | Mary Ann Drury                              | Martha Tyrrell                               |  |  |       |  |  |                                            |  |  |                                     |  |
| William Edgcumbe, IV conte di Mount Edgcumbe |                  | Mary Ann Drury                              |                                              |  |  |       |  |  |                                            |  |  |                                     |  |
|                                              | Charles Fielding | Charles Feilding                            |                                              |  |  |       |  |  |                                            |  |  |                                     |  |
|                                              | Charles Fielding | Charles Feilding                            |                                              |  |  |       |  |  |                                            |  |  |                                     |  |
|                                              | Charles Fielding | Elizabeth Palmer                            |                                              |  |  |       |  |  |                                            |  |  |                                     |  |
| Charles Feilding                             | Charles Fielding |                                             |                                              |  |  |       |  |  |                                            |  |  |                                     |  |
|                                              |                  | Sophia Finch                                | William Finch                                |  |  |       |  |  |                                            |  |  |                                     |  |
|                                              |                  | Sophia Finch                                | William Finch                                |  |  |       |  |  |                                            |  |  |                                     |  |
|                                              |                  | Sophia Finch                                | Charlotte Fermor                             |  |  |       |  |  |                                            |  |  |                                     |  |
| Carolina Feilding                            |                  | Sophia Finch                                |                                              |  |  |       |  |  |                                            |  |  |                                     |  |
|                                              |                  | Henry Fox-Strangways, II conte di Ilchester | Stephen Fox-Strangways, I conte di Ilchester |  |  |       |  |  |                                            |  |  |                                     |  |
|                                              |                  | Henry Fox-Strangways, II conte di Ilchester | Stephen Fox-Strangways, I conte di Ilchester |  |  |       |  |  |                                            |  |  |                                     |  |
|                                              |                  | Henry Fox-Strangways, II conte di Ilchester | Elizabeth Horner                             |  |  |       |  |  |                                            |  |  |                                     |  |
| Elizabeth Theresa Fox-Strangways             |                  | Henry Fox-Strangways, II conte di Ilchester |                                              |  |  |       |  |  |                                            |  |  |                                     |  |
|                                              |                  | Mary Theresa O'Grady                        | Standish O'Grady                             |  |  |       |  |  |                                            |  |  |                                     |  |
|                                              |                  | Mary Theresa O'Grady                        | Standish O'Grady                             |  |  |       |  |  |                                            |  |  |                                     |  |
|                                              |                  | Mary Theresa O'Grady                        | Mary Hungerford                              |  |  |       |  |  |                                            |  |  |                                     |  |
|                                              |                  | Mary Theresa O'Grady                        |                                              |  |  |       |  |  |                                            |  |  |                                     |  |